# Сбербанк Росії
Публічне акціонерне товариство «Сбербанк Росії» (рос. Публичное акционерное общество «Сбербанк России»; скорочена назва ПАТ Сбербанк (рос. ПАО Сбербанк)) — найбільший банк Російської Федерації. Його активи складають чверть банківської системи країни, а частка в банківському капіталі становить 30 %. За даними журналу The Banker, Сбербанк посідає 33 місце за розміром основного капіталу серед найбільших банків світу. Має дочірні банки в країнах СНД та Європи (в тому числі в Україні).
Був заснований 22 березня 1991 року на базі Російського республіканського ощадного банку. Засновник і основний акціонер Банку — Центральний банк РФ (Банк Росії). Йому належить 51 % акцій. Іншими акціонерами Сбербанку Росії є тисячі юридичних та фізичних осіб, частка іноземних інвесторів становить понад 24 %. Акції котируються на Московській та Лондонській фондових біржах.
Головний офіс Сбербанку розташований у Москві. Загальні активи на кінець 2014 року налічували більш ніж 25 трлн руб., чистий прибуток за цей же рік становив 214 млрд рублів. Поточним CEO Сбербанку є Герман Греф.

## Міжнародна діяльність
Сбербанк Росії володіє дочірніми банками в Україні й Білорусі. Банк ставить за мету зайняти 5 % частку на ринку банківських послуг цих країн. Згідно з новою стратегією, Сбербанк Росії планує розширити свою міжнародну присутність, вийшовши на ринки Китаю та Індії. В цілому планується збільшити частку чистого прибутку, отриманого за межами Росії, до 5 % до 2014 року.
Сбербанк здійснює казначейські операції на міжнародному ринку та операції торгового фінансування, підтримує кореспондентські відносини з понад 220 провідними банками світу і бере участь в діяльності низки авторитетних міжнародних організацій, що представляють інтереси світового банківського співтовариства.
Сбербанком контролюється турецький Денізбанк.
За перші три місяці 2015 року чистий прибуток Сбербанку Росії становив 26,32 млрд рублів, у той час як за аналогічний період 2014 року — 99,3 млрд руб., тобто в 3,8 разів менше.
У серпні 2022 року банк припинив роботу в Казахстані, пояснивши це «геополітичними причинами». Керівний казахський холдинг «Байтерек» купив дочірній банк Сбербанку (ДБ АТ «Сбербанк»).
З 8 серпня 2023 року банк підвищив ставки за ринковою іпотекою на 0,8 процентного пункту. Таким чином, відсотки за житловими кредитами при купівлі новобудови починалися з 11,4 % (раніше — з 10,6 %), вторинного житла — з 11,7 % (раніше — з 10,9 %). В банку пояснили такий крок тим, що ЦБ РФ підвищив ключову ставку на 1 процентний пункт — до 8,5 %.

## В Україні
«Сбербанк Росії (Україна)» (повна назва Публічне Акціонерне Товариство «Дочірній Банк Сбербанку Росії») — це 100 % дочірній банк ВАТ «Сбербанк России», що діє на території України з 2007 року. Регіональна мережа в Україні станом на 1 листопада 2010 мала 71 відділення. У липні 2014 року активи Сбербанку в Україні складали 41 млрд грн., за їх розмірами банк входив в десятку найбільших банків України.
2014 року, в ході російсько-української війни «Сбербанк Росії» став одним із об'єктів громадської кампанії «Не купуй російське», руху з бойкоту російських товарів. Цього року дочірній банк скоротив прибуток на 81,1 %. За класифікацією НБУ, був одним з восьми системно важливих банків в Україні протягом 2015 року.
26 листопада 2015, ПАТ «Дочірній банк Сбербанку Росії» був перейменований в ПАТ «Сбербанк».
Також Сбербанк Росії володів банком «VS Bank» в Україні (99.92 % станом на 1 січня 2016 року). В грудні 2017 він був проданий українському бізнесмену Сергію Тігіпку.
У листопаді 2021 року було оголошено про перейменування української філії на «Міжнародний резервний банк», скорочена назва — АТ «МР Банк».

## Критика

### Неповернення внесків громадян
«Сбербанк Росії» — правонаступник системи державних трудових ощадних кас СРСР (ощадкас), все майно яких належало державі. В процесі лібералізації цін на початку 1990-х років держава і Ощадбанк фактично відмовилися від гарантій забезпечення внесків громадян, в результаті чого відбулося їхнє обвальне знецінення, що викликало різке невдоволення населення. З 1996 року проводиться часткова компенсація втрат вкладників.

### Низький рівень обслуговування
У 2000-х роках у Росії «Сбербанк Росії» неодноразово звинувачували у низькій якості обслуговування клієнтів і численних незручностях у відділеннях банків.

### Звинувачення у фінансуванні тероризму в Україні
17 квітня 2014 року, Генпрокурор України Олег Махніцький повідомив, що відкрито кримінальне провадження щодо «Сбербанку Росії» за підозрою у фінансуванні проросійських акцій на сході та півдні України. Також у прес-центрі СБУ заявили, що «Сбербанк Росії» в березні—квітні 2014 року перевів у готівку 45 млн грн для фінансування терористів. Прес-служба банку заперечила свою причетність до фінансування терористів на території України.

### Витік даних клієнтів
Стало відомо про те, що Ощадбанк завершив внутрішнє розслідування, яке проводилося через витік даних за кредитними картками клієнтів фінансової організації. У результаті служба безпеки банку, взаємодіючи з представниками правоохоронних органів, зуміла виявити співробітника 1991 року народження, причетну до даного інциденту.

## Суспільний і політичний бойкот

### Бойкот в Україні

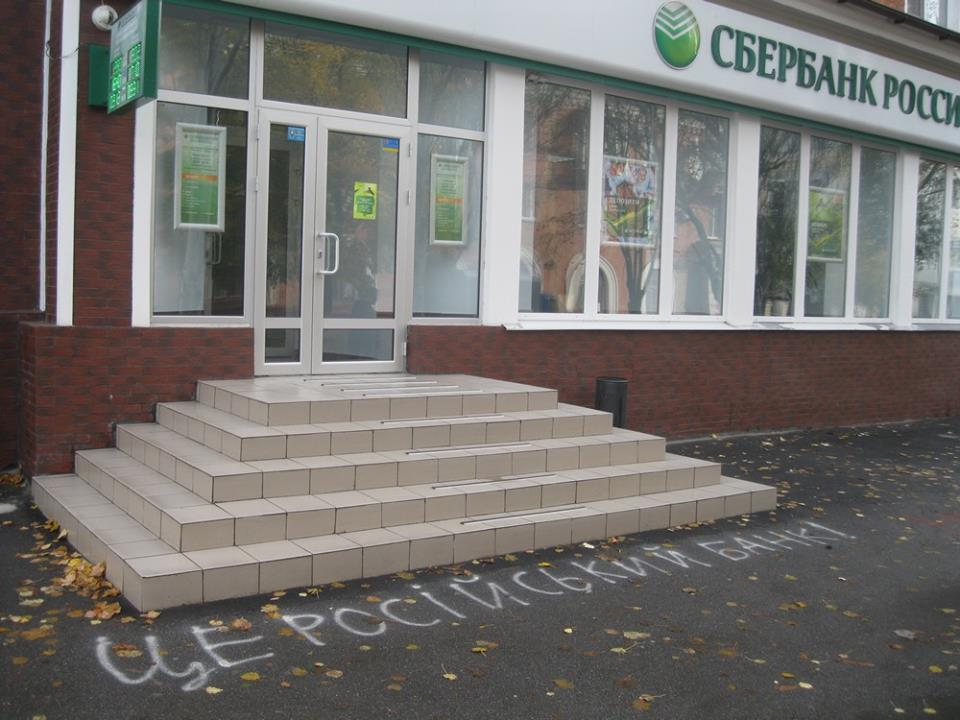
Напис «це російський банк» біля входу до відділення «Сбербанку Росії» в Олександрії, Кіровоградська область, 17 жовтня 2014

Із 2013 року в Україні мережа банків стала об'єктом уваги активістів кампанії «Не купуй російське!» Активісти закликали не обслуговуватися у «Сбербанку Росії», вказуючи на російське походження власників мережі. Широкого поширення ідея бойкоту набула починаючи із березня 2014 року, із початком тимчасової анексії Криму та із вторгненням в Україну російських військ. Тоді Україною прокотилася хвиля акцій проти російських банків, зокрема і проти «Сбербанку Росії». Траплялися і випадки вандалізму та погромів банків, зокрема після озвучених ГПУ та СБУ звинувачень у фінансуванні тероризму та сепаратизму в Україні.
10 жовтня 2019-го Київський господарський суд зняв арешт зі 100 % акцій Сбербанку (українська філія), що належить російському Сбербанку.

### Санкції США та ЄС
У вересні 2014 року в ході російського вторгнення в Крим та Схід України США та ЄС ввели третій етап санкцій проти ряду російських компаній із державною часткою власності, серед яких опинився і «Сбербанк Росії». Суть санкцій полягає у обмеженні доступу банку до ринків капіталу ЄС та США (заборона отримання кредитів). На другий день після їх оголошення акції «Сбербанк Росії» на Московській біржі знизились більше ніж на 1,5 %.
22 грудня 2015 року до санкційного списку додані всі дочки Сбербанку, в тому числі й українська.

### Позиція щодо окупованого Росією Криму та Донбасу
У травні 2014 р. дочірній банк Сбербанку Росії припинив свою діяльність у Криму відповідно законодавству України. Сбербанк Росії не має наміру працювати в Криму, як заявив 29 травня 2015 р. президент банку Герман Греф: «Поки таких планів не маємо. Це не дозволено з погляду санкцій. Ми поки не будемо працювати на цих територіях».
7 березня 2017 року відділення Сбербанку в Росії розпочали обслуговувати клієнтів з «паспортами» т.з. ЛНР-ДНР. У зв'язку з тим НБУ ініціював санкції проти української філії Сбербанку, а українські активісти пригрозили примусово припинити роботу установи.
13 березня 2017 року у Києві активісти блокади замурували один з відділів бетонними блоками.
Подібні акції відбулися в інших містах. Банкомати заливали монтажною піною. Вікна заляпували червоною фарбою. Сбербанк 14 березня оголосив про обмеження на зняття коштів з рахунків в 30 000 гривень в касах банку.